# 黒浜村
黒浜村（くろはまむら）は埼玉県の東部、南埼玉郡に属していた村。

## 地理
- 河川：元荒川、新堀排水路
- 池沼：黒浜沼、東城沼、西城沼

## 歴史
もとは江戸期より存在した岩槻藩領に属する黒浜村、古くは室町期より見出せる黒浜であった。
- 1871年（明治4年） - 埼玉県に所属する[1]。
- 1873年（明治6年） - 真浄寺の境内に黒浜学校を開設[1]（現、蓮田市立黒浜小学校[2]）。
- 1879年（明治12年） - 郡区町村編制法施行に伴い、南埼玉郡に所属[1]。
- 1889年（明治22年）4月1日 - 町村制施行により、黒浜村・城村・南新宿村・笹山村・江ヶ崎村が合併し南埼玉郡黒浜村が成立する[1]。旧黒浜村は大字黒浜となる。
- 1940年（昭和15年） - 黒浜村大字江ヶ崎の一部が慈恩寺村および日勝村に編入され、慈恩寺村大字鹿室の一部が黒浜村に編入される[1]。
- 1951年（昭和26年） - 黒浜村大字江ヶ崎・南新宿・黒浜の各一部が日勝村に編入され、日勝村大字実ケ谷の一部が黒浜村に編入される[1]。
- 1954年（昭和29年）5月3日 - 蓮田町・平野村と合併して蓮田町となり消滅[3][1]。大字は蓮田町へ継承された。

## 関連文献
- 「黒濱村」『新編武蔵風土記稿』 巻ノ201埼玉郡ノ3、内務省地理局、1884年6月。NDLJP:764007/86。